# مونتي كينيدي
مونتي كينيدي (بالإنجليزية: Monte Kennedy)‏ هو لاعب كرة قاعدة أمريكي، ولد في 11 مايو 1922 في Amelia Court House, Virginia ‏ في الولايات المتحدة، وتوفي في 1 مارس 1997 في ميدلوثيان فرجينيا ‏ في الولايات المتحدة.

## وصلات خارجية
- مونتي كينيدي على موقع دوري كرة القاعدة الرئيسي (الإنجليزية)
- مونتي كينيدي على موقعبيزبول رفرنس.كوم (الدوري الرئيسي) (الإنجليزية)
- مونتي كينيدي على موقعبيزبول رفرنس.كوم (الدوري الثانوي) (الإنجليزية)
- مونتي كينيدي على موقع جمعية أبحاث البيسبول الأمريكية (الإنجليزية)